# Pertti Törmälä
Pertti Olavi Törmälä, född 26 november 1945 i Tammerfors, är en finländsk materialfysiker. 
Törmälä var forskare och assistent vid Helsingfors universitet 1970–1974, blev filosofie doktor 1974, var biträdande professor i icke-metalliska material vid Tammerfors tekniska högskola 1975–1982, professor i textilteknologi där 1982–1984, i plastteknik där 1985–1999 och biomaterialteknik där från 1999. Han var forskar- eller akademiprofessor vid Finlands Akademi 1986–1991 och från 1995. Han blev chef för Forskningsinstitutet för biomaterial 1996. Hans forskargrupp utvecklade bland annat de första biologiskt nedbrytbara implantaten i samband med benbrott. Han innehar 150 internationella patent inom material- och instrumentteknologi, har publicerat åtta läroböcker och över 800 vetenskapliga artiklar samt erhållit flera betydande innovations- och uppfinnarpris.